# Nika Križnar
Nika Križnar (9. ožujka 2000.) je slovenska skijaška skakačica i trenutno aktualna pobjednica svjetskog kupa u skijaškim skokovima za sezonu 2020./21. te prva slovenka u povijesti kojoj je to uspjelo. Članica je SSK Alpina Žiri. Skače na Slatnarovim skijama. U svjetsku skijašku skakačku elitu došla je sa svojim nastupima već s 16 godina.
Na Svjetskom juniorskom prvenstvu 2016. u Râșnovu osvojila je u sastavu slovenske skijaške reprezentacije zlato u mješovitoj konkurenciji na maloj skakaonici. S njom su skakali Ema Klinec, Bor Pavlovčič i Domen Prevc. Uspjeh je ponovila na svjetskom juniorskom prvenstvu sljedeće godine u Park Cityju, a s njom su skakali Ema Klinec, Tilen Bartol i Žiga Jelar. Na istom je svjetskom prvenstvu bila druga ekipno te treća u pojedinačnoj konkurenciji. Na svjetskom juniorskom prvenstvu 2018. u Kanderstegu bila je prva u pojedinačnoj konkurenciji i prva u ekipnoj konkurenciji.
Prvo je postolje u Svjetskom kupu izborila 24. ožujka 2019. godine u ruskom Čajkovskom na 140 metarskoj skakaonici, kad je bila treća. 22. veljače 2020. je u ekipnom natjecanju Svjetskog kupa na 94 metarskoj skakaonici u slovenskom Ljubnom bila druga te u pojedinačnom natjecanju na istoj skakaonici 23. veljače 2020. bila je treća.

## Vanjske poveznice
- Nika Križnar na stranicama Međunarodne skijaške federacije